# Chris Sale
Christopher Allen Sale (ur. 30 marca 1989) – amerykański baseballista występujący na pozycji miotacza w Boston Red Sox.

## Przebieg kariery
Sale studiował na Florida Gulf Coast University, gdzie w latach 2007–2009 grał w drużynie uniwersyteckiej Florida Gulf Coast Eagles. W 2010 został wybrany w pierwszej rundzie draftu z numerem trzynastym przez Chicago White Sox i początkowo występował w klubach farmerskich tego zespołu, między innymi w Charlotte Knights, reprezentującym poziom Triple-A. W Major League Baseball po raz pierwszy wystąpił 6 sierpnia 2010 w meczu przeciwko Baltimore Orioles jako reliever.
28 maja 2012 w spotkaniu z Tampa Bay Rays zaliczył 15 strikeoutów co jest drugim, najlepszym wynikiem w historii klubu. W lipcu 2012 po raz pierwszy w karierze wystąpił w Meczu Gwiazd. W marcu 2013 podpisał nowy, pięcioletni kontrakt wart 32,5 miliona dolarów. W marcu 2013 podpisał nowy, pięcioletni kontrakt wart 32,5 miliona dolarów.
12 maja 2013 w meczu przeciwko Los Angeles Angels of Anaheim był bliski rozegrania perfect game; pierwsze i jedyne uderzenie dla Angels zaliczył Mike Trout w pierwszej połowie siódmej zmiany. W lipcu 2013 po raz drugi z rzędu wystąpił w All-Star Game zaliczając zwycięstwo. 2 października 2015 w meczu z Detroit Tigers na U.S. Cellular Field, pobił rekord klubowy z 1908 roku, należący do Eda Walsha, zaliczając 270. strikeout w sezonie zasadniczym.
19 maja 2016 został drugim miotaczem w historii klubu, który w swoich pierwszych dziewięciu startach zanotował bilans 9–0.
6 grudnia 2016 w ramach wymiany zawodników przeszedł do Boston Red Sox. 20 września 2017 w meczu przeciwko Baltimore Orioles został pierwszym miotaczem od 1999 w American League, który osiągnął pułap 300 strikeoutów w sezonie zasadniczym.

## Nagrody i wyróżnienia
| Nagroda/wyróżnienie      | Lata                                     | Źródło |
| 7× All-Star              | 2012, 2013, 2014, 2015, 2016, 2017, 2018 | [ 2 ]  |
| Zwycięzca w World Series | 2018                                     | [ 14 ] |